# Courlandon
Courlandon és un municipi francès, situat al departament del Marne i a la regió del Gran Est. L'any 2007 tenia 291 habitants.

## Demografia

### Població
El 2007 la població de fet de Courlandon era de 291 persones. Hi havia 99 famílies, de les quals 20 eren unipersonals (12 homes vivint sols i 8 dones vivint soles), 21 parelles sense fills i 58 parelles amb fills.
La població ha evolucionat segons el següent gràfic:
Habitants censats

### Habitatges
El 2007 hi havia 105 habitatges, 99 eren l'habitatge principal de la família, 2 eren segones residències i 4 estaven desocupats. Tots els 104 habitatges eren cases. Dels 99 habitatges principals, 90 estaven ocupats pels seus propietaris, 5 estaven llogats i ocupats pels llogaters i 3 estaven cedits a títol gratuït; 1 tenia dues cambres, 12 en tenien tres, 28 en tenien quatre i 58 en tenien cinc o més. 76 habitatges disposaven pel capbaix d'una plaça de pàrquing. A 31 habitatges hi havia un automòbil i a 61 n'hi havia dos o més.

### Piràmide de població
La piràmide de població per edats i sexe el 2009 era:
| Homes | Edats   | Dones |
| ----- | ------- | ----- |
| 0     | 95 o +  | 0     |
| 0     | 90 a 94 | 0     |
| 0     | 85 a 89 | 0     |
| 0     | 80 a 84 | 0     |
| 4     | 75 a 79 | 4     |
| 0     | 70 a 74 | 4     |
| 4     | 65 a 69 | 4     |
| 4     | 60 a 64 | 0     |
| 0     | 55 a 59 | 8     |
| 8     | 50 a 54 | 8     |
| 8     | 45 a 49 | 4     |
| 4     | 40 a 44 | 4     |
| 4     | 35 a 39 | 4     |
| 12    | 30 a 34 | 20    |
| 24    | 25 a 29 | 8     |
| 20    | 20 a 24 | 12    |
| 4     | 15 a 19 | 8     |
| 16    | 10 a 14 | 8     |
| 4     | 5 a 9   | 4     |
| 12    | 0 a 4   | 16    |

## Economia
El 2007 la població en edat de treballar era de 186 persones, 147 eren actives i 39 eren inactives. De les 147 persones actives 139 estaven ocupades (78 homes i 61 dones) i 8 estaven aturades (5 homes i 3 dones). De les 39 persones inactives 10 estaven jubilades, 14 estaven estudiant i 15 estaven classificades com a «altres inactius».

### Ingressos
El 2009 a Courlandon hi havia 96 unitats fiscals que integraven 284 persones, la mediana anual d'ingressos fiscals per persona era de 16.475 €.

### Activitats econòmiques
Dels 7 establiments que hi havia el 2007, 3 eren d'empreses de construcció, 2 d'empreses de comerç i reparació d'automòbils, 1 d'una empresa financera i 1 d'una empresa de serveis.
Dels 2 establiments de servei als particulars que hi havia el 2009, 1 era una lampisteria i 1 electricista.

## Equipaments sanitaris i escolars
El 2009 hi havia 1 escola maternal i 1 escola elemental.

## Poblacions més properes
El següent diagrama mostra les poblacions més properes.